# Antònia Llop i Tolosa
Antònia Llop i Tolosa (Barcelona 1874 – 6 de desembre de 1969) va ser una destacada mestra parvulista introductora de les metodologies de l'Escola Activa a l'educació de la primera infància.
Estudià magisteri a Barcelona i fou mestra parvulista a Abella de la Conca, al barri de Sants de Barcelona i Girona En aquesta ciutat, on arribà el 1905, portava l'escola municipal mixta. S'incorporà al projecte de qualitat i modernització que significà la posada en marxa del Grup Escolar de Girona. Aquesta fou la primera escola graduada de les comarques gironines inaugurada el 17 de setembre de 1911. L'escola aplegava, a més d'ella, un grup d'educadors notables com Silvestre Santaló, Emili Batlle, Sebastià Pla i Cargol, Josep Dalmau i Carles i Jaume Ministral.
Intervingué al Curset de Mestres de Girona de 1912 que reuní l'estol renovadors gironins. Dictà una conferència en pro de la cultura
El 1916 es traslladà a Barcelona. On va destacar per la introducció de noves metodologies al parvulari. A l'Escola d'Estiu de l'any 1922, organitzada pel Consell de Pedagogia de la Mancomunitat de Catalunya, va donar una "Lliçó ocasional per a pàrvuls" que rebé el reconeixement de Rosa Sensat i Alexandre Galí.
Fou una defensora de l'esperanto. També de l'educació ambidextra per tal que els infants fossin destres i escrivissin amb les dues mans.
Va ser, també, escriptora i poeta. El seu treball "Espiritualitat femenina" fou guardonat en els Jocs Florals de Sants de 1935.
Després de cinquanta-un anys de fer de mestra, es jubilà l'any 1944. Li fou concedida la Medalla al Mèrit del Treball. Els seus antics alumnes gironins li feren un homenatge l'any 1958.